# Mortier de 270 mm modèle 1885
Le mortier de 270 mm modèle 1885 est une pièce d'artillerie française de la fin du XIXe siècle conçue par Charles Ragon de Bange. Aussi appelé mortier de Bange de 270, une version pour la défense côtière sera produite à partir du même canon en 1889.

## Conception
Le 11 mai 1874, le ministère adopte les calibres de 120, 155, 220 pour les canons, ainsi que les mortiers de 220 et 270. Le tracé définitif du mortier de 270 est arrêté le 24 mai 1878. La production commence en 1885.
Le mortier de 270 modèle 1885 possède un canon rayé en acier à chargement par la culasse  de 5 800 kg. Il possède un affût à galet, monté sur une plateforme à glissière de 10 700 kg, ainsi qu'un frein de recul hydropneumatique semblable à celui du mortier de 220 Modèle 1880.

## Service
Trente-deux sont en service lorsqu'éclate la Première Guerre mondiale, mais ne sont utilisés sur le front qu'à partir de mai 1915. Vingt-quatre pièces sont encore en réserve en 1939, mais elles ne sont pas déployées et restent dans les dépôts. 
Une version côtière fut développée permettant un champ horizontal de 300°, le Mle 1889. Certaines de ces pièces furent utilisés par la Wehrmacht .